# Glog
Un Glog (es una combinación de las palabras gráfico y blog) es una página de web multimedia que combina texto, fotos, vídeos, gráfica, enlaces y otros elementos de medios.  Un glog puede ser creado con varios propósitos expresivos para facilitar el entendimiento o para otros fines. El uso más común es para comunicar emociones o alfabetismo digital durante la instrucción en clase.  Un glog está diseñado usando tecnología de «arrastrar y colocar basada en flash» y no requiere ningún tipo de programación. Como un glog tiene su propia dirección URL y código HTML, es posible compartirlo en varias plataformas por medio de pegar el código o enlace en otros sitios o aplicaciones basados en web.

## La historia
La palabra glog fue acuñada en el 2007 en Praga en la República Checa por la compañía Glogster a.s.. El término fue creado para significar un póster digital en línea.  A diferencia de los blogs, que están creados en miles de páginas distintas, las posibilidades de diseñar un glog son exclusivas a dos sitios web principales; Glogster para la expresión individual y Glogster Edu para la demostración de conocimientos y habilidades en clase. Actualmente hay más de 3.000.000 de glogs accesibles en el internet. Un glog puede ser agregado a otros sitios web, wikis, blogs y cualquier otro tipo de medios o aplicaciones que acepten un código HTML simple.
De la raíz de la palabra glog se ha desarrollado una variedad interesante de palabras adicionales. Si una persona está construyendo un glog, está glogueando.  La persona creando un glog se llama un glogueador. Actualmente hay unos millones de gloggers en más de 225 países en todo el mundo. Las habilidades necesarias para entender el proceso de creación de un glog son universales, aunque las instrucciones para glogguear actualmente solo existen en inglés y en portugués.

## Los usos
Dado que los glogs se crean por medio de multimedia y el producto final es un producto de creatividad individual, se pueden usar para una multitud de fines. Siendo un medio expresivo, el empleo más común ha sido mayormente en las siguientes áreas: amor, música, gente, amigos, poemas, entretenimiento, arte, celebridades, moda, estilo, películas y viajes. En el área educativa, las categorías de glog más comunes son: química, eventos actuales, ecología, economía, idiomas, ciencias naturales, historia, arte, biociencias, ciencias físicas, matemática, leer, ciencias sociales y tecnología.
La demografía más grande para el glogging expresivo son mujeres entre la edad de 13 y 24. Los glogs educativos son comúnmente creados por los educadores/profesores, estudiantes, bibliotecarios y personal de tecnología educativa y son típicamente más comunes en los ambientes de preescolar, primaria y secundaria, pero son también populares en los campus de educación superior.

## Aplicaciones educativas y ejemplos
En la edad de alfabetismo digital emergente, los «glogs» han sido instrumentos muy valiosos para ayudar a los estudiantes a expresar sus conocimientos y habilidades en un ambiente de multimedia. Como una sustitución de proyectos tradicionales de pósteres en un tablón de anuncios que típicamente consistían de papel, fotos, marcadores, siluetas y caballetes; los glogs son unos pósteres en línea que son visualizados y presentados por medio de pantallas de computadoras, proyectores o pizarras interactivas. Un glog puede ser creado en un ambiente educativo seguro y privado el cual puede ser controlado por un profesor o un estudiante y escondido de otros fuera del salón virtual.